# Higbaldo de Lindisfarne
Higbaldo de Lindisfarne fue Obispo de Lindisfarne desde 780 hasta su muerte el 24 de junio de 803. Poco se sabe sobre su vida, excepto que tuvo una comunicación fluida con Alcuino de York; en sus cartas describe con gran detalle la incursión vikinga de Lindisfarne del 8 de junio de 793, en la que muchos de sus monjes fueron asesinados.